# Marisa Allasio

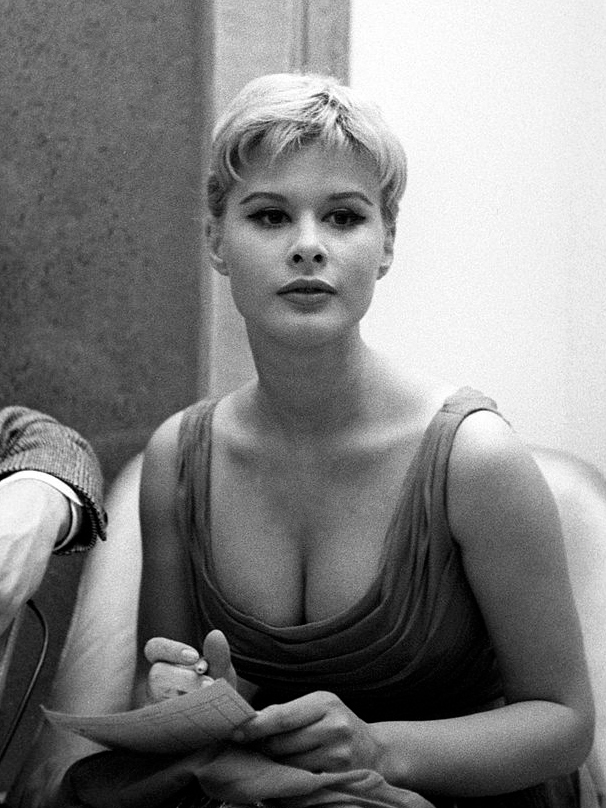
Marisa Allasio nel 1957

Marisa Allasio, nome d'arte di Maria Luisa Lucia Allasio, Contessa Calvi di Bergolo (Torino, 14 luglio 1936), è un'attrice italiana, attiva e popolare per un quinquennio negli anni Cinquanta.

## Biografia
È figlia di Lucia Rocchietti e Federico Allasio, noto giocatore di calcio che militò nel Genoa e nel Torino dei tempi d'oro e fu attivo anche come allenatore del Genoa, del Bologna, della Lazio e del Cagliari.

### Carriera artistica
Dal 1954 al 1958 gira sedici film, ma il personaggio che l'ha portata alla celebrità è quello di Giovanna in Poveri ma belli (1956) e Belle ma povere (1957) di Dino Risi; tale ruolo le verrà imposto durante tutta la sua breve carriera cinematografica: la ragazza bella, tutta curve ossia maggiorata, che attira gli sguardi maschili, ma che possiede saldi principi morali e un'insospettabile dose di ingenuità nei rapporti con gli uomini. Insomma, la bionda attrice torinese diventò una specie di versione italiana delle celebri Brigitte Bardot e Jayne Mansfield, ma priva della malizia che caratterizzava invece le dive internazionali con bionda chioma e riducibile negli schemi del perbenismo piccolo-borghese dell'epoca.

Il ruolo viene ripetuto con scarse varianti in tutta una serie di film, che ripropongono la formula della commedia popolare: Marisa la civetta (1957) di Mauro Bolognini, Susanna tutta panna (1957) di Steno, Arrivederci Roma di Roy Rowland e Camping di Franco Zeffirelli del 1958. Nel 1957 ha presentato, con Nunzio Filogamo e Fiorella Mari, il Festival di Sanremo. Nel 1958 gira il suo ultimo film con la regia di Dino Risi, Venezia, la luna e tu, insieme ai celebri artisti Nino Manfredi e Alberto Sordi.

Marisa Allasio, Nunzio Filogamo e Fiorella Mari al Festival di Sanremo 1957

### Il matrimonio
Lascia quindi il cinema per sposare, il 10 novembre 1958, il conte Pierfrancesco Calvi di Bergolo, figlio della principessa Iolanda Margherita di Savoia, primogenita di Vittorio Emanuele III e di Elena del Montenegro, e del generale Giorgio Carlo Calvi di Bergolo, con il quale va ad abitare nel Castello di Pomaro Monferrato, in Piemonte. Proprio qui negli anni sessanta viene eletta consigliere comunale nelle liste del PLI e diventa per breve tempo assessore alle finanze del Comune. Dal matrimonio con il conte Calvi ha due figli, Carlo Giorgio Dimitri Drago Maria Laetitia, e Anda Federica Angelica Maria.
Negli anni settanta si trasferisce a Roma e va ad abitare nel Casale delle Cavalle Madri nel parco di Villa Ada, un tempo residenza dei Savoia. Vi resterà fino al 31 gennaio 2000, quando viene sfrattata dal comune di Roma che, dopo una lunga vicenda giudiziaria, entra così in possesso dell'area che la Allasio, insieme al marito, aveva ricevuto in comodato d'uso gratuito dalla famiglia Savoia e che aveva conservato anche dopo la separazione avvenuta nel 1996. Secondo quanto da lei affermato in un'intervista del 1985, il suo matrimonio era già terminato da molti anni e l'unico suo rimpianto sarebbe stato non aver accettato il ruolo di Angelica Sedara propostole da Luchino Visconti nel film Il Gattopardo, affidato poi a Claudia Cardinale.

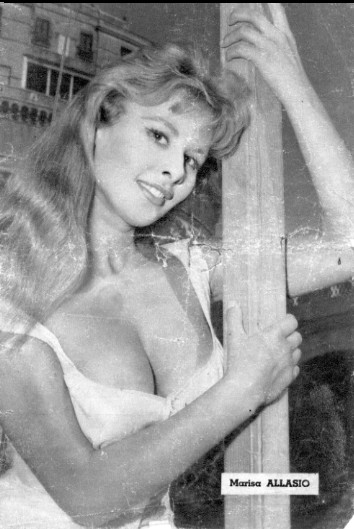
Marisa Allasio in primo piano

In un'altra intervista, inedita ma documentata da registrazione su audiocassetta, rilasciata nello stesso anno in occasione della sua partecipazione al festival multimediale "Rosa a Gabicce", l'attrice ha negato decisamente di aver partecipato ai film Gli eroi della domenica e Perdonami!, riportati erroneamente in ogni sua filmografia.

## Filmografia
- Ballata tragica, regia di Luigi Capuano (1954)
- Cuore di mamma, regia di Luigi Capuano (1954)
- Le diciottenni, regia di Mario Mattoli (1955)
- Ragazze d'oggi, regia di Luigi Zampa (1955)
- Guerra e pace (War and Peace), regia di King Vidor (1956)
- Maruzzella, regia di Luigi Capuano (1956)
- Poveri ma belli, regia di Dino Risi (1956)
- Le schiave di Cartagine, regia di Guido Brignone (1956)
- Belle ma povere, regia di Dino Risi (1957)
- Marisa la civetta, regia di Mauro Bolognini (1957)
- Susanna tutta panna, regia di Steno (1957)
- Arrivederci Roma, regia di Roy Rowland (1958)
- Venezia, la luna e tu, regia di Dino Risi (1958)
- Nudi come Dio li creò (Nackt, wie Gott sie schuf), regia di Hans Schott-Schöbinger (1958)
- Camping, regia di Franco Zeffirelli (1958)
- Carmela è una bambola, regia di Gianni Puccini (1958)

## Doppiatrici italiane

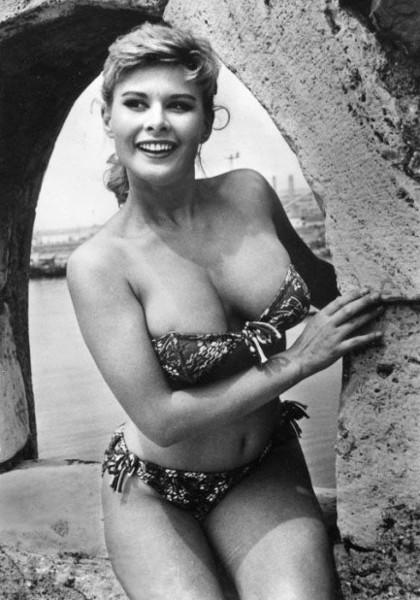
Marisa Allasio in bikini nel 1956 su una sponda del fiume Tevere a Roma

- Maria Pia Di Meo in Ballata tragica, Ragazze d'oggi, Poveri ma belli, Belle ma povere, Marisa la civetta, Venezia, la luna e tu
- Luisella Visconti in Maruzzella, Le schiave di Cartagine, Carmela è una bambola, Camping
- Miranda Bonansea in Le diciottenni
- Fiorella Betti in Arrivederci Roma
- Adriana Asti in Susanna tutta panna